# William Amamoo
William Amamoo (Accra, 1982. április 4. –) ghánai válogatott labdarúgó.

## Mérkőzései a ghánai válogatottban
| #  | Dátum               | Ellenfél   | Eredmény | Kiírás              | Esemény    |
| -- | ------------------- | ---------- | -------- | ------------------- | ---------- |
| 1. | 2008. május 23.     | Ausztrália | 0 – 1    | barátságos mérkőzés | 51'        |
| 2. | 2009. augusztus 12. | Zambia     | 4 – 1    | barátságos mérkőzés | becserélve |
| 3. | 2009. szeptember 9. | Japán      | 3 – 4    | barátságos mérkőzés | 46'        |